# Petrus Magni Gyllenius
Petrus Magni Gyllenius, eller Peder Månsson som han ursprungligen hette, föddes den 14 april 1622 i Ölme härad i Värmland och dog den 11 januari 1675 i Bolstad. Han var gift med Anna Giuliusdotter Tollet och hade med henne sex barn.

## Levnad
Den unge Peder Månsson blev tidigt faderlös (1624), men omhändertogs 1632 av kyrkoherden i Ölme, magister Nils Phrychius, som gav honom mat och undervisning. I mars 1636 inskrevs han i Karlstads skola. Det var här han kom att kalla sig Gyllenius efter Gyllenholmen nära hemmet i Södra Tofta. År 1648 blev Gyllenius student vid Kungliga Akademien i Åbo, där han också tog magistergraden år 1656. Följande år blev han skollärare i Mariestad, och återkom därefter till Karlstads skola 1660, där han 1665 avancerade till lektor i matematik. År 1667 utnämndes han till kyrkoherde i Bolstads pastorat på Dal; en tjänst som han dock ej tillträdde förrän 1669.

## Verk
Gyllenius skrev åtskilliga dissertationer på latin, och även en hel del tillfällighetspoesi. Men det som främst har gjort honom ihågkommen av en tacksam eftervärld är det faktum att han livet igenom tycks ha fört dagbok, även om dessa dagboksblad tyvärr inte har blivit fullständigt bevarade. Då anteckningarna också omfattar tiden i Åbo, och därför är av finländskt intresse, blev de av det Finska statsarkivet utgivna år 1882 under titeln Diarium Gyllenianum eller Petrus Magni Gyllenii dagbok 1622 - 1667. Numera har dagboken också utgivits i årsboken Värmland förr och nu av Värmlands museum. Originalmanuskriptet förvaras i Karlstads gymnasiebibliotek.
Dagboken ger en enkel men trovärdig skildring av Gyllenius egen levnad (och personliga minnesbilder alltifrån hans späda år då han tjänade som vallpojke i skogen), men framför allt ger den en unik inblick i de ofrälse klassernas vardagsliv och seder vid en tid då den svenska stormakten nått sin höjdpunkt. Dagboken innehåller också ett flertal sägner och anekdoter från Värmland och Åbo. En av Gyllenius sagesmän uppges ha varit hans egen farfar, som avled 1639 i en ålder av 110 år.

## Not
1. ↑  Bönder, köpmän och hantverkare